# أمجد راضي
أمجد راضي (مواليد 17 يوليو 1990 في بغداد، العراق-)، لاعب كرة قدم عراقي لعب لنادي القوة الجوية, ثم إنتقل إلى نادي اربيل الرياضي ثم الاحتراف مع نادي الرائد السعودي في الانتقالات الشتوية موسم 2014-2015، بعدها عاد ليلعب مع نادي القوة الجوية، كمهاجم. ويعتبر اللاعب هو الهداف التأريخي للدوري العراقي. كذلك احترف اللعب مع نادي سموحة المصري، والان يلعب مع نادي أربيل.

## روابط خارجية
- أمجد راضي على موقع الاتحاد الدولي (مؤرشف)  (الإنجليزية)
- أمجد راضي على موقع قاعدة بيانات كرة القدم.إي يو (الإنجليزية)
- أمجد راضي على موقع ناشيونال فوتبول تيمز (الإنجليزية)
- أمجد راضي على موقع Soccerway.com (الإنجليزية)
- أمجد راضي على موقع كووورة